# Quiddje
Quiddje (manchmal auch Quittje oder Quietje „Fremder, Hochdeutschsprechender“) ist im Hamburger Raum die halb scherzhaft, halb spöttisch verwendete Bezeichnung für zugezogene und neue Bürger. Erweitert wurden damit Leute tituliert, die einen für die Hamburger fremdklingenden deutschen Dialekt und vor allem kein Plattdeutsch oder Missingsch sprachen. Oft wird der Begriff aber auch auf die Bedeutung Zugezogener verkürzt, selbst wenn die betreffenden Personen aus der Nähe stammen, so wie zum Beispiel Max Brauer aus dem zum Geburtszeitpunkt noch nicht zu Hamburg gehörenden Ottensen oder in der Autobiografie Neger, Neger, Schornsteinfeger! Meine Kindheit in Deutschland von Hans-Jürgen Massaquoi eine aus Bad Bramstedt nach Hamburg zugezogene Frau. Auch in der Seefahrt ist der Begriff Quiddje bekannt, dort bezeichnet man mit dem Wort vor allem eine sogenannte Landratte beziehungsweise jemanden, der ein Laie in der Schifffahrt ist.
Laut Hamburg Lexikon ist die Herkunft des Begriffs unbekannt. Unbelegt ist die Version, nach der das Wort aus der Zeit stammt, als Auswärtige beim Betreten einer Stadt am Stadttor eine Gebühr entrichten mussten und dafür eine Quittung erhielten. Ein Quiddje wäre demnach jemand, der eine solche Quittung in der Stadt mit sich herumträgt. Der Begriff ist wertend, wenn auch nicht beleidigend. So wurde über den in Oberschlesien geborenen Hamburger Bürgermeister Herbert Weichmann, der im Juni 1968 bei dem symbolischen Rammstoß zum Bau des Neuen Elbtunnels eine unfreiwillige Dusche durch Spritzwasser auslöste, gesagt, nun sei der „Quiddje aus Schlesien endlich mit Elbwasser getauft“.
Den Gegensatz zum Quiddje bilden die Hamburger, bei denen in der Hansestadt wiederum zwischen gebürtigen, geborenen und Geborenen differenziert wird. Gebürtiger Hamburger ist, wer in Hamburg geboren ist. Davon zu unterscheiden sind die geborenen Hamburger, bei denen es sich nach dem Abendblatt um Hamburger aus Überzeugung handelt. Ein Geborener hingegen gehört einer der alteingesessenen und renommierten Hamburger Familien an. Entsprechende Bezeichnungen anderenorts sind unter anderem in Mainz die Unterscheidungen zwischen Mainzer, Määnzer und Meenzer, Kasseler, Kasselaner und Kasseläner und das rheinische Imi, das aus Immigrierter (oder scherzhaft Imitierter) abgekürzt ist.